# Gare de Gallieni-Cancéropôle
La gare de Gallieni-Cancéropôle est une gare ferroviaire française située sur la commune de Toulouse dans le département de la Haute-Garonne, en région Occitanie sur la ligne Toulouse - Auch.

## Histoire
La gare a été créée à l'initiative de la région Midi-Pyrénées, afin de desservir le lycée Gallieni mais aussi le quartier de Bordelongue et le Cancéropôle situés à quelques centaines de mètres.
La gare est la première en France à être équipée de quais métalliques modulables. Préfabriqués en usine, ces quais ont permis de réduire la durée des travaux : alors qu'ils ont commencé en septembre 2009, la gare a été mise en service le 13 décembre de la même année.
Mobiles et extensibles, les quais peuvent être facilement réadaptés pour recevoir tout type de matériel roulant.

## Fréquentation
En 2017, selon les estimations de la SNCF, la fréquentation annuelle de la gare était de 61 229 voyageurs.
De 2015 à 2020, selon les estimations de la SNCF, la fréquentation annuelle de la gare s'élève aux nombres indiqués dans le tableau ci-dessous
| Année           | 2015   | 2016   | 2017   | 2018   | 2019   | 2020   | 2021   | 2022   | 2023   |
| --------------- | ------ | ------ | ------ | ------ | ------ | ------ | ------ | ------ | ------ |
| Voyageurs seuls | 54 091 | 53 400 | 61 229 | 57 969 | 56 259 | 35 229 | 39 986 | 53 873 | 64 835 |

## Situation
La gare se situe dans le quartier de la Croix de Pierre, à la limite du quartier Papus, avec deux quais situés du même côté de la voie unique mais de part et d'autre du passage à niveau de la route de Seysses, une implantation originale permettant de limiter les temps de fermeture des barrières de ce passage. Le quai pour la direction d'Auch se situe à l'ouest du passage à niveau, le quai pour la direction de la gare de Toulouse-Matabiau étant quant à lui à l'est du passage à niveau.

## Desserte
La gare est desservie par les trains TER Occitanie de la liaison no 16 (Toulouse-Matabiau - Colomiers - Auch), à raison d'environ deux trains par heure en heures de pointe et un train par heure en heures creuses en semaine. Le temps de trajet est d'environ 10 minutes depuis Toulouse-Matabiau et de 1 heure 15 minutes depuis Auch.

## À proximité
- Lycée Joseph Gallieni, piscine Papus.

## Correspondances
- Bernadette :
  - 12
- Landes :
  - 13
- Gallieni :
  - 52

## Galerie de photographies

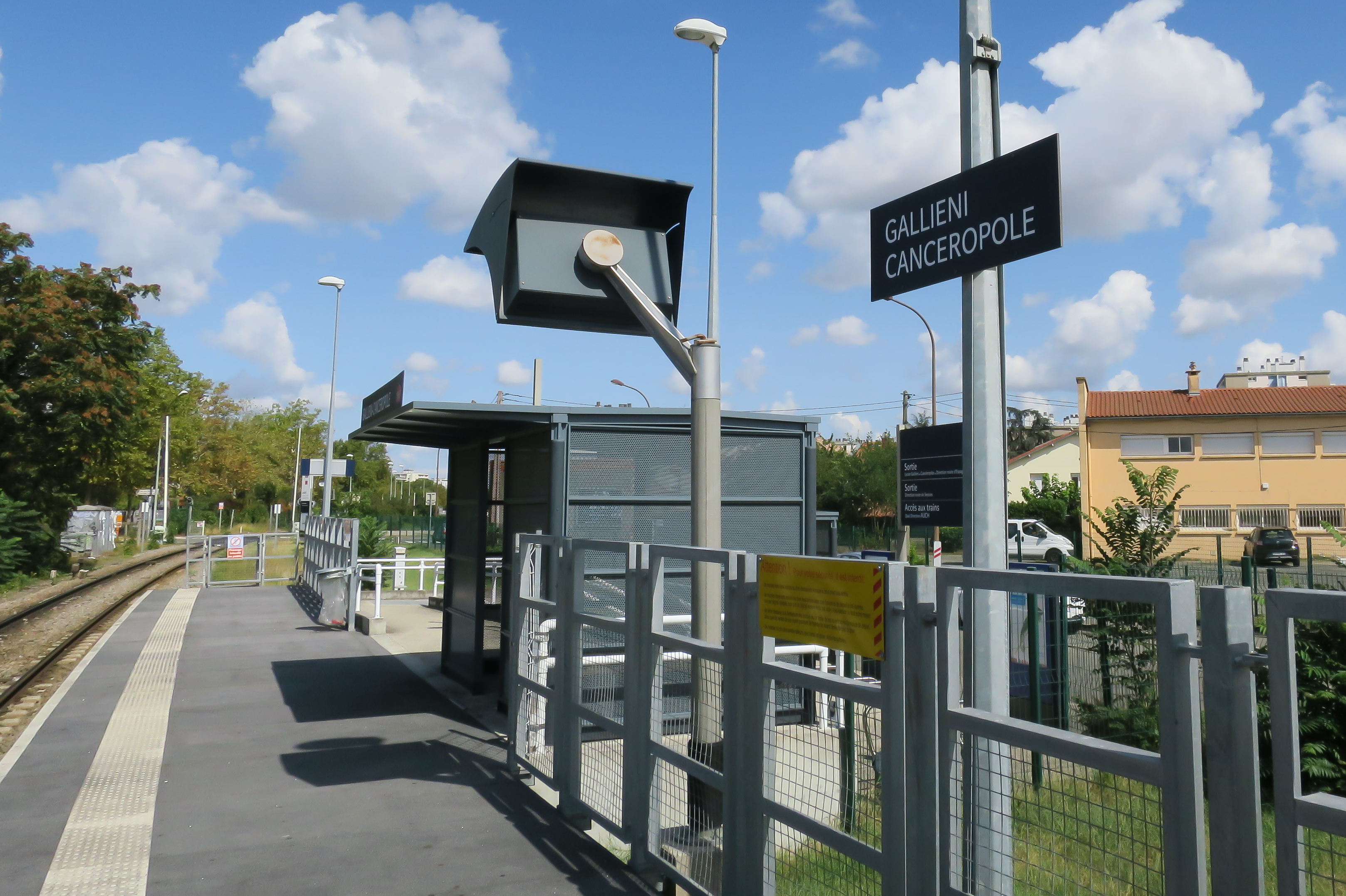
Le quai pour la direction de la gare de Toulouse Matabiau.
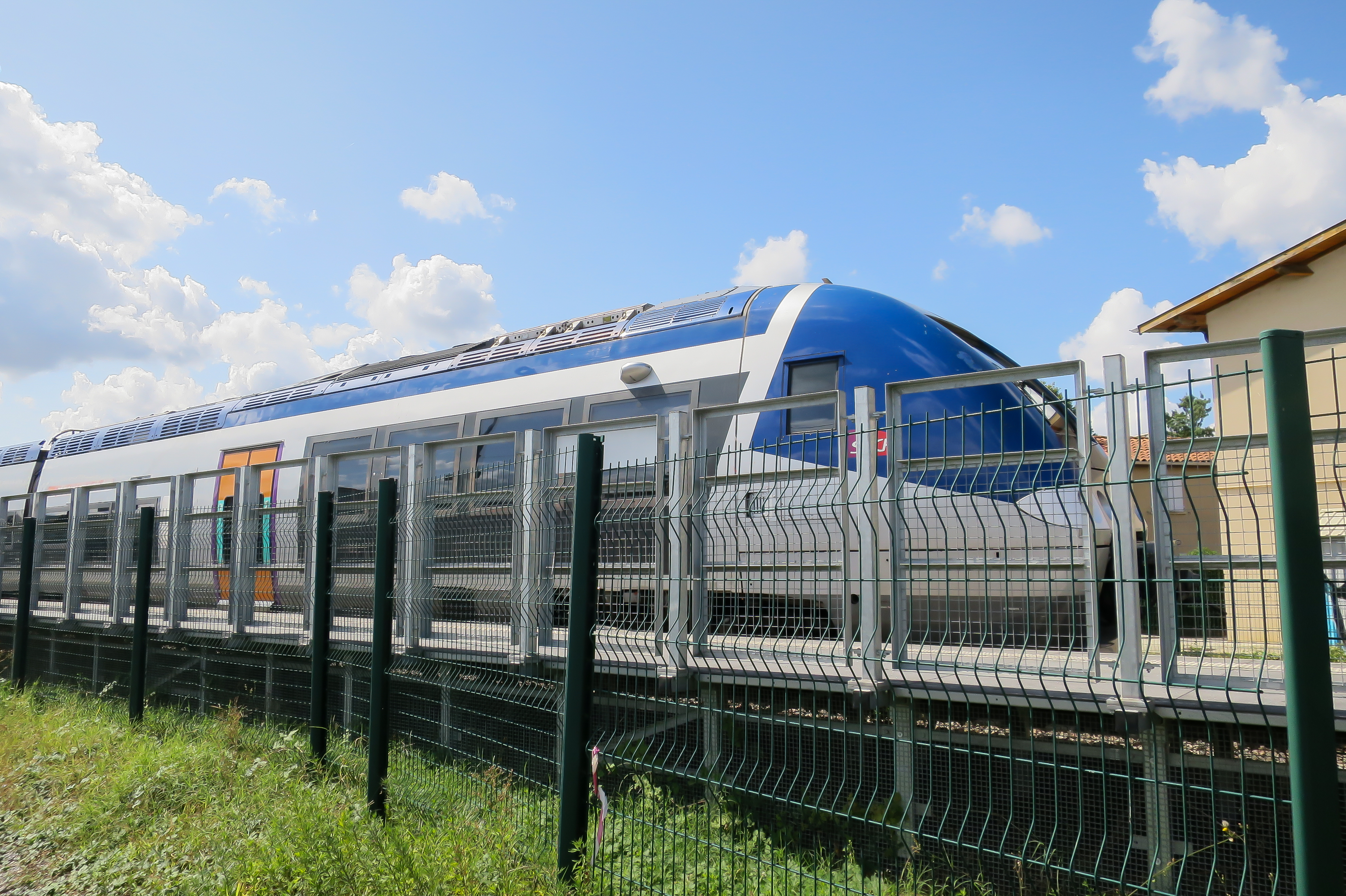
Une rame B 81500 en direction de la gare de Toulouse Matabiau.
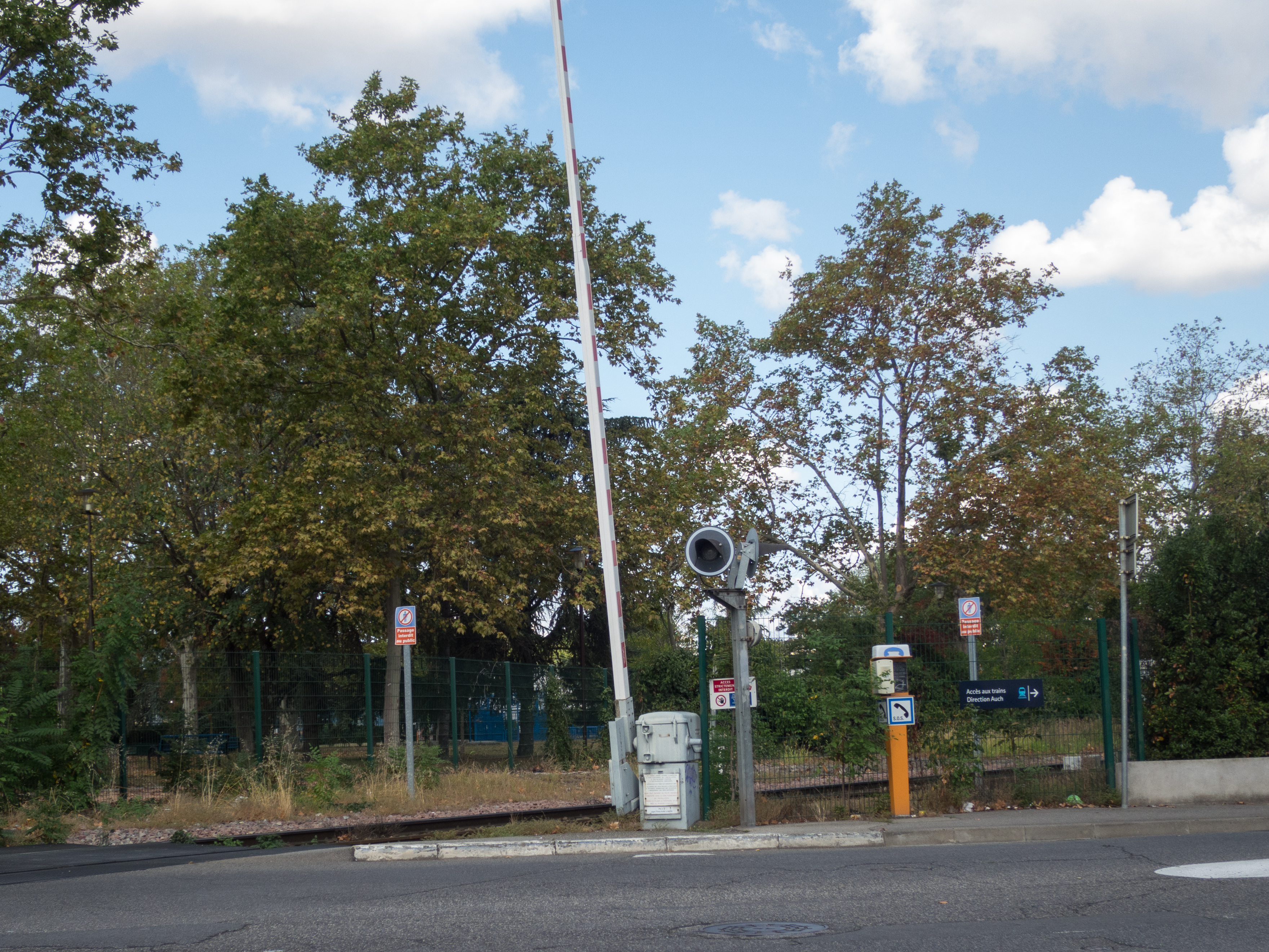
Le passage à niveau entre les deux quais de la gare.